# Aaadonta
Aaadonta là một chi ốc cạn, động vật thân mềm chân bụng thuộc họ Endodontidae. Chi này chứa các loài là loài đặc hữu của Palau.

## Loài
Các loài thuộc chi Aaadonta bao gồm:
- Aaadonta angaurana Solem, 1976
- Aaadonta constricta Semper, 1874; Loài điển hình[7]
- Aaadonta fuscozonata (E.H. Beddome, 1889)
- Aaadonta irregularis Semper, 1874
- Aaadonta kinlochi Solem, 1976
- Aaadonta pelewana Solem, 1976